# 藏袍

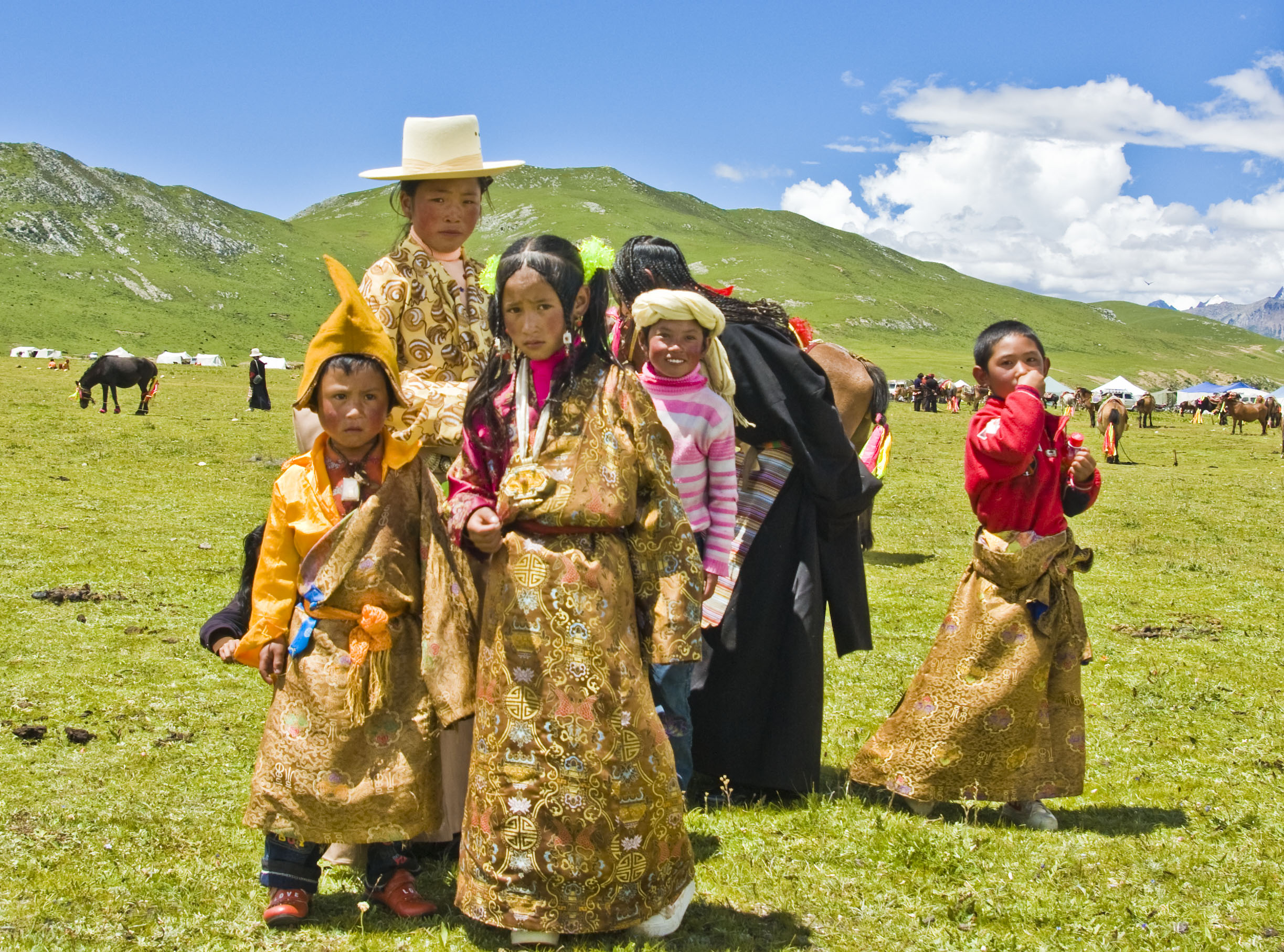
穿藏袍的兒童

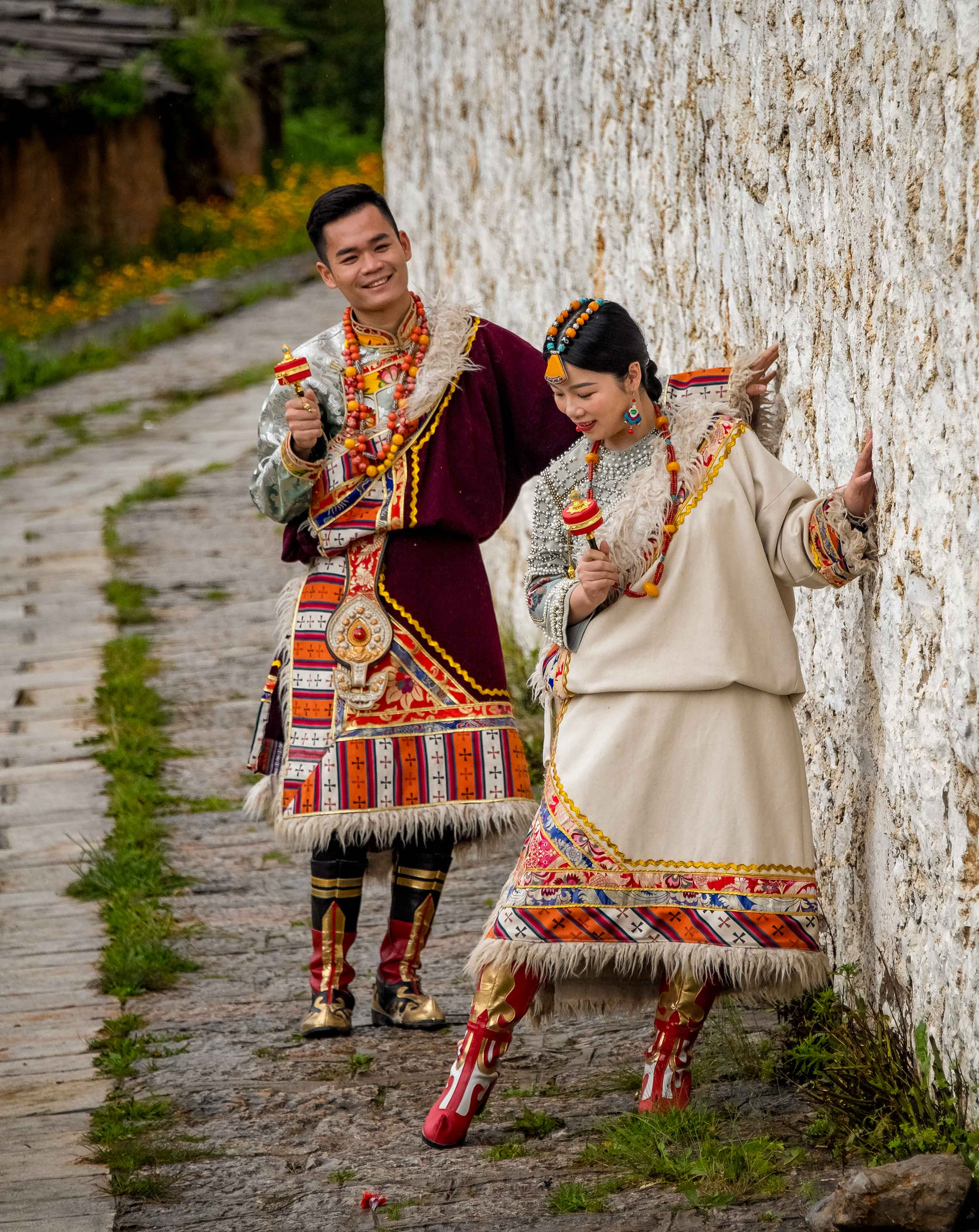
作為婚服的藏袍

藏袍是藏族傳統服飾的一種袍，具有悠久的歷史。各地的藏袍有許多相似之處，像是大多採用皮革和氆氌（藏式毛呢）為主要藏袍面料。男式藏袍大多寬、大襟和右衽，且都喜歡用一些物品，像是珊瑚、瑪瑙、貓晶石、珍珠等貴重物品做裝飾。由於地理環境、歷史發展等因素的相異，各地藏族的審美觀和風俗習慣也產生些許差異，且藏族也會因應季節、場合不同，而有不同樣式的藏袍。 
藏袍是區別藏族與其他民族最基本的特徵，在藏區人們被分為三等九段，界線嚴謹，等級觀念把人們分為貴族，而貴族會穿著綢緞這種比較高級的布料；而穿氆氌的人被歸類為差民；而裹著破片的人，則被歸類為乞丐。 

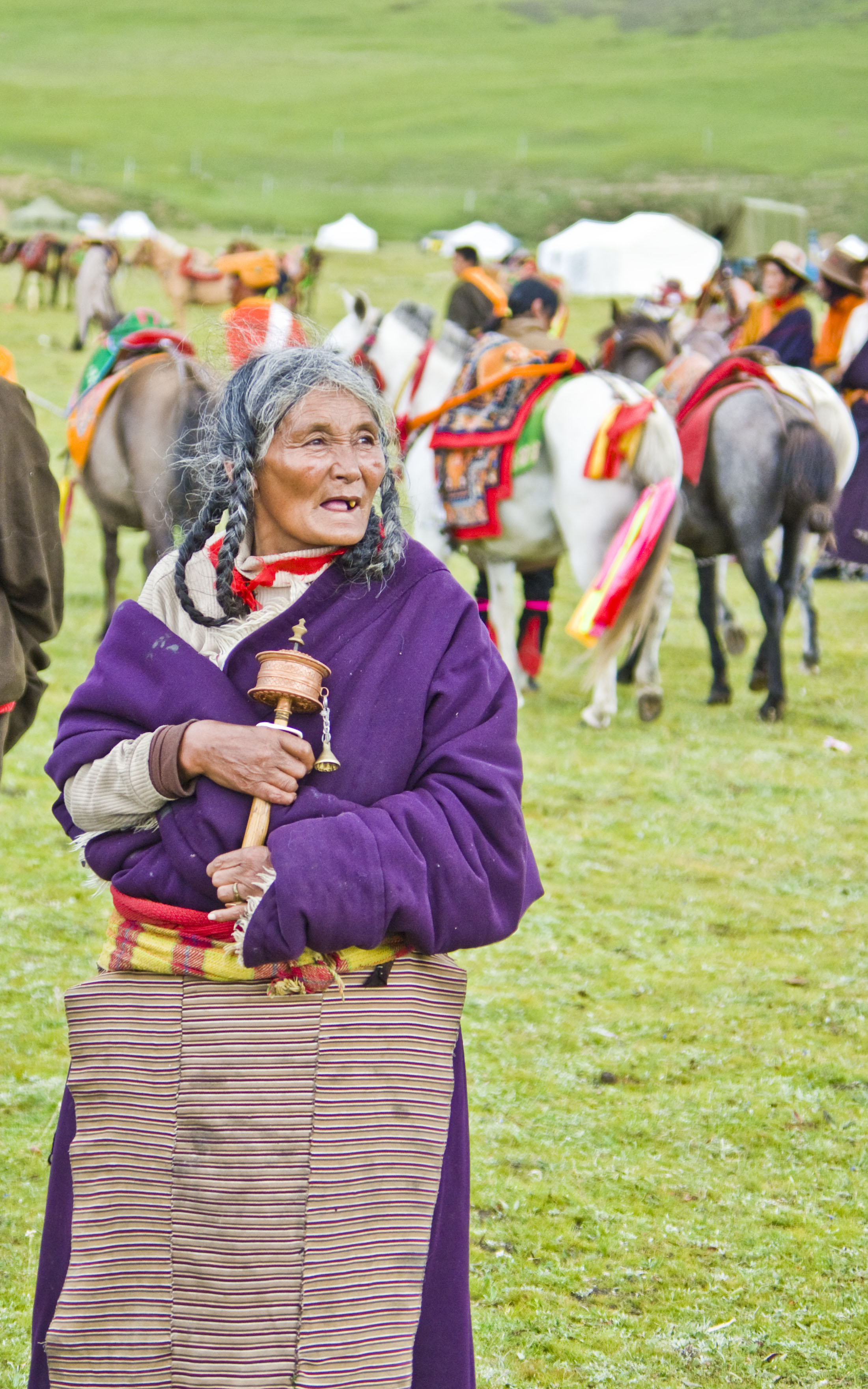
婦女穿藏袍，繫上腰帶、邦典

藏袍多用皮毛和氆氌製成，非常保暖，十分適合在寒冷的藏區穿。且藏袍寬腰、長身、有腰帶，腰帶可以掛上很多東西，而放下腰帶後，腰帶可以當被子禦寒，對於長年在草原游牧的民族，這是十分實用的，還有人會把一些宗教標誌繡在藏袍前後。 
藏族服飾，也受到其他民族深刻的影響，使得藏袍變得更美觀、更豐富。像是唐朝的絲綢便很大影響了藏區王公貴族的穿著習慣，還有藏族的僧侶服也是受到南亞的僧侶服影響。滿族的旗袍也影響到藏袍在清治時期起出現厂字襟、立領，配盤扣的款式。

## 穿著方式
先将袍子提起（男袍下摆提到膝盖，女袍下摆提到脚面），然后束上腰带。热的时候脱掉上半身一边袖子，甚至两边袖子，以适应不同天气情况，但下半身总是穿着，方便随时席地而坐；夜里冷的时候则可用肥大的袍子当被子来盖。
一般會在袍内穿衬衣、衬裤，再以腰帶繫結。有時還會於下身圍上邦典（围裙）。

### 配飾
藏族服裝講究鮮豔的、明亮的色彩。像是在牧區，婦女的藏袍大多是以白色的羊毛袍為基底，但她們會配上大片紅、藍、綠和黑的布，而腰間會綴紅色珊瑚、綠色松石、黃琥珀、貝殼、銀盤等，使色彩變得豐富。而農區的居民則大多穿著黑色氆氌，再配上紅色的襯衫和紅色的邦典，還有各種形式的氆氌掛包，甚至還會配戴一件七色斑斕的當禮。 
因為當地人民大多信仰藏傳佛教，所以藏袍也受到宗教的影響。婦女胸前會掛上嘎烏，而男子則是會把嘎烏掛在腰間，而嘎烏裡面會裝一些佛像或是經文，通常嘎烏會製作的精緻華麗，所以嘎烏也算是一種裝飾品。。

## 歷史演變
從一些文獻資料和歷史文物來看，可以看出一些端倪，還有流傳至今仍然還在表演的藏戲和跳神，透過其中角色的穿著打扮，也能提供我們一些資訊。 

### 雅魯王朝藏袍

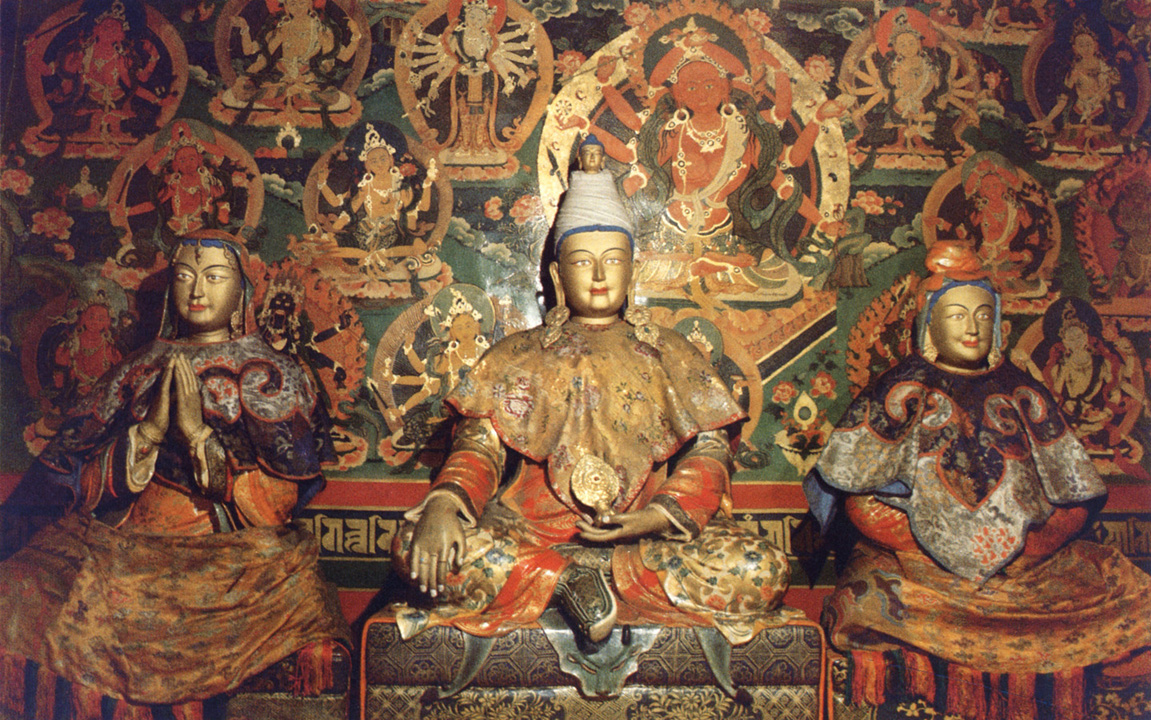
赤尊公主 （左）、松贊干布（中）、文成公主（右）的塑像

在公元七世紀之時，雅隆部落聯盟的首領松贊干布征服了周圍各個部落，建立西藏史上第一個統一政權-雅魯王朝，國號吐蕃。雅魯王朝贊普致力與唐朝交好，大量引進中原的生產技術與文化。在西元641年，松贊干布與唐朝文成公主聯姻，所以造成中原文化對西藏產生莫大的影響。 
關於吐蕃百姓當時的衣著情形，可以從《唐會要》卷九十九大羊同(象雄)條注：「辮髮氆氌，畜牧為業。」《新唐書·吐蕃傳》上也有紀載「衣率氈書」指吐蕃人常穿皮毛和氈衣。吐蕃大臣仲琮曾對唐高宗介紹過藏袍，他說藏地在唐朝往來之前，大多的人們夏季時穿氈，冬季穿裘。但自從文成公主嫁到吐蕃之後，這種情況開始改變，例如松贊干布更帶頭開始穿著綢緞，使得王妃、王族、大臣紛紛效法，因此在雅魯王朝時期，成為藏袍大變革的時代。由於對於綢緞的需求增加，唐蕃古道變成了一條運送絲綢的重要道路，且吐蕃大臣到長安，求賜的主要是綢緞，然後唐朝使節去拉薩餽贈的也是綢緞，可見當時藏人對於綢緞的喜好。
比較下層的一般平民還是保持夏穿氈、冬穿皮，但贊普有時候也會穿著氆氌。長慶元年(西元821年)，唐朝大理卿劉元鼎作為會盟使在山南的營帳中會見了贊普熱巴堅，親眼看見他「身披素褐」，即穿著白色氆氌長袍。而根據《西藏通史》的紀載，當時的藏族男子，會在長袍上套氆氌、羊蹄或者錦緞坎肩。當時朝廷會賞對賞賜虎皮袍給驍勇善戰的軍人。

### 薩迦巴時期藏袍

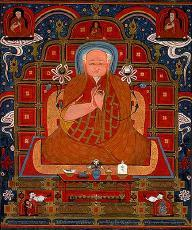
八思巴，藏傳佛教薩迦派五祖之一，元朝首任總制院院使

薩迦巴時期的藏地為元朝的宣政院轄地，服飾受到蒙古帝國影響頗大。這一時期，薩迦王朝的官員，開始穿蒙古族服裝，例如庫倫（今蒙古國烏蘭巴托）服裝。在西元1260年，元廷賜薩迦派第四代祖師貢葛堅讚和第五代祖師八思巴等僧侶價值昂貴的袍服。

### 帕竹王朝藏袍
在十四世紀時，帕竹萬戶長絳曲堅贊推翻了迦薩王朝的統治，於1354年建立帕竹政權，帕竹政權復興吐蕃時期包括藏袍在內的服飾系列。根據《西藏通史》紀載，在帕竹政權第五代首領札巴堅贊時，規定在藏曆新年和重大節慶時，各級官員和釋迦貴族們必須穿上吐蕃時期的服裝。 

### 清治時期藏袍

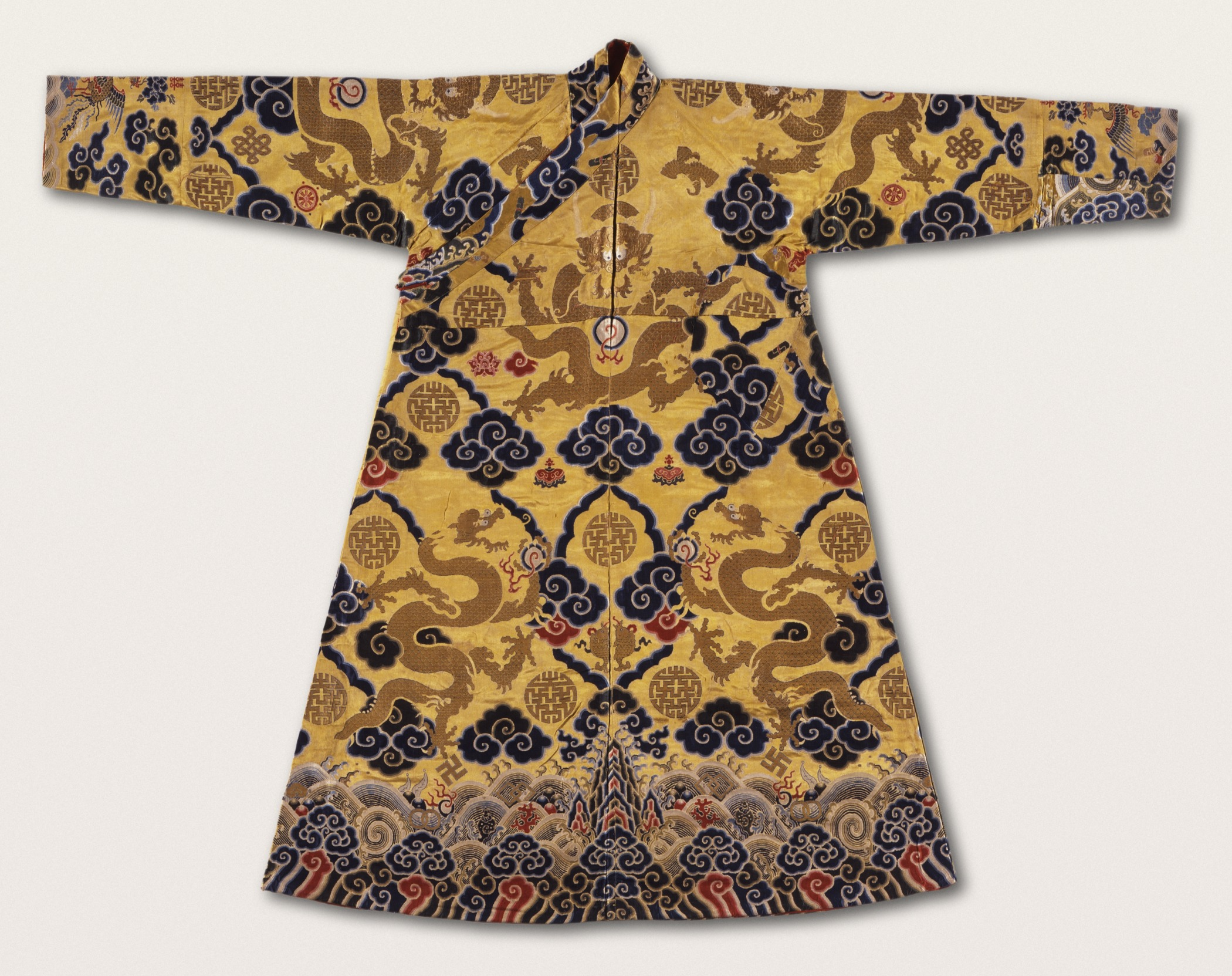
清治時期貴族男性於隆重場合所穿的藏袍

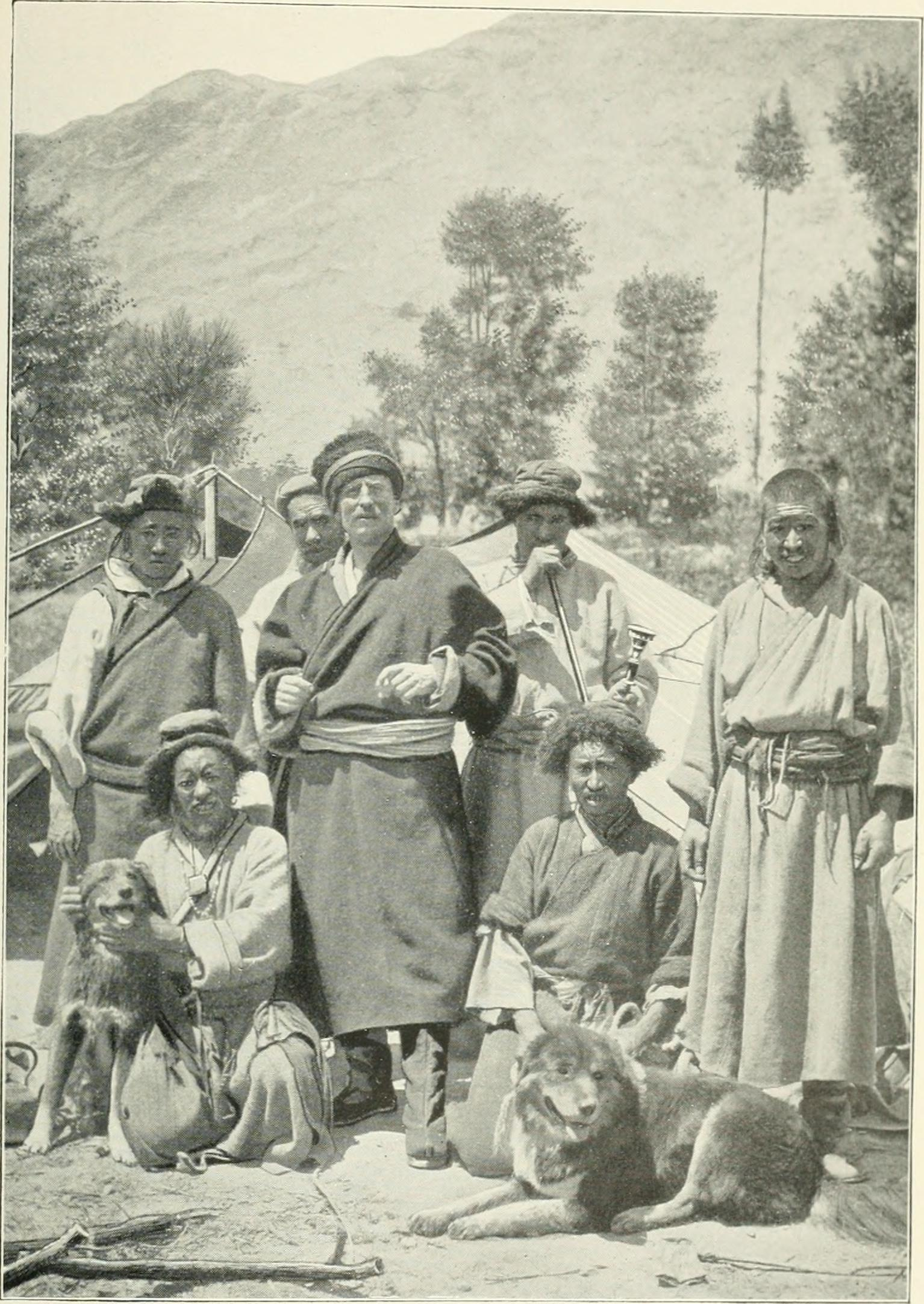
晚清治穿藏袍的男性

在清治時期的藏區，僧侶、貴族和官員的服飾都受清朝政府嚴格規定。且在每年農曆三月初八換夏裝，十月二十五換冬裝，還要舉辦隆重的換裝儀式。而官夫人們的服飾很講究、華麗。常見的是穿著各色的絲綢內襯，外面套著無袖的綢緞袍，腰繫彩色綢緞或邦典，披著一條彩色的小方單。 

## 地域差異

### 拉薩地區

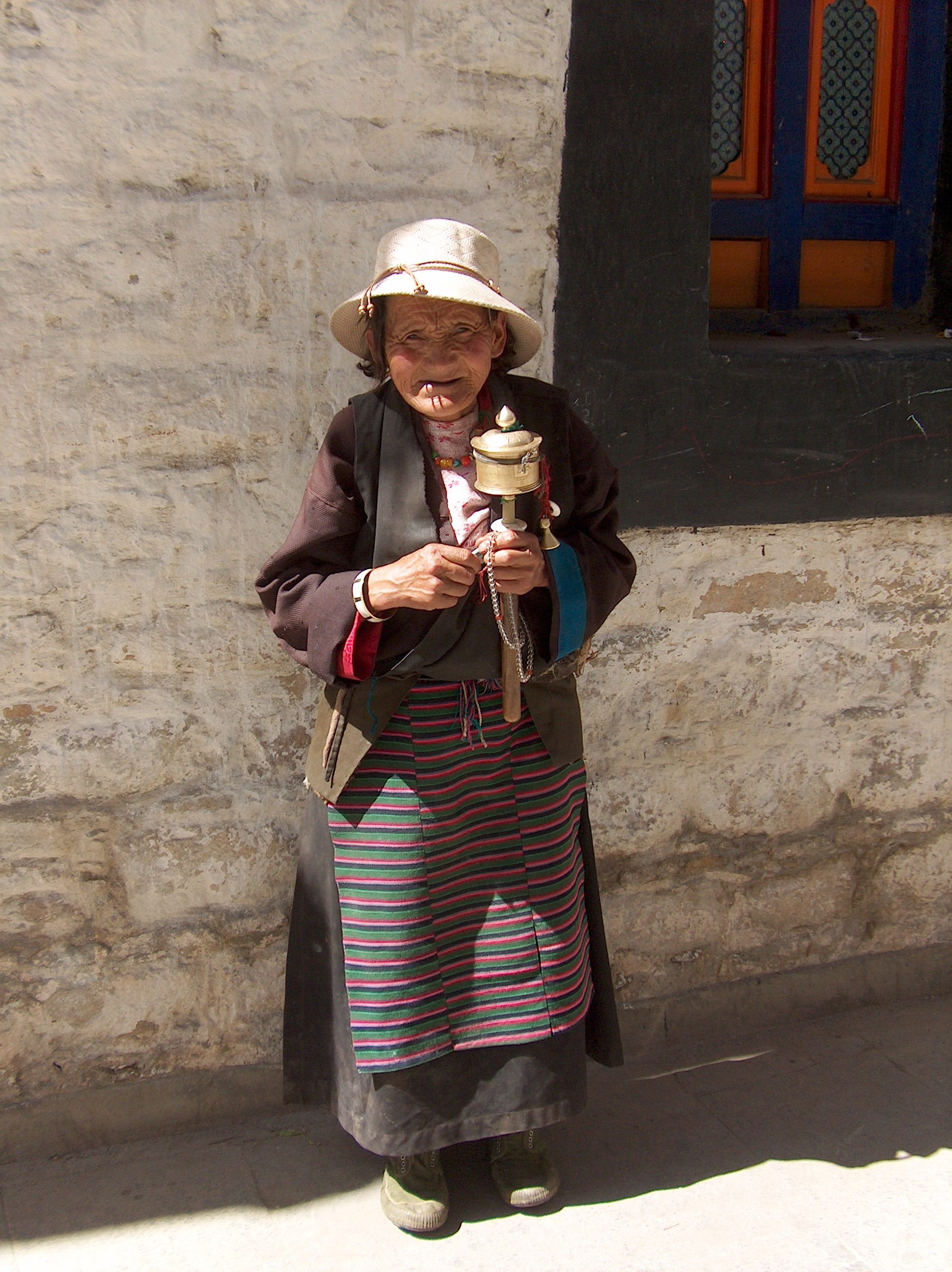
拉薩婦女穿深褐色藏袍，繫上五彩邦典

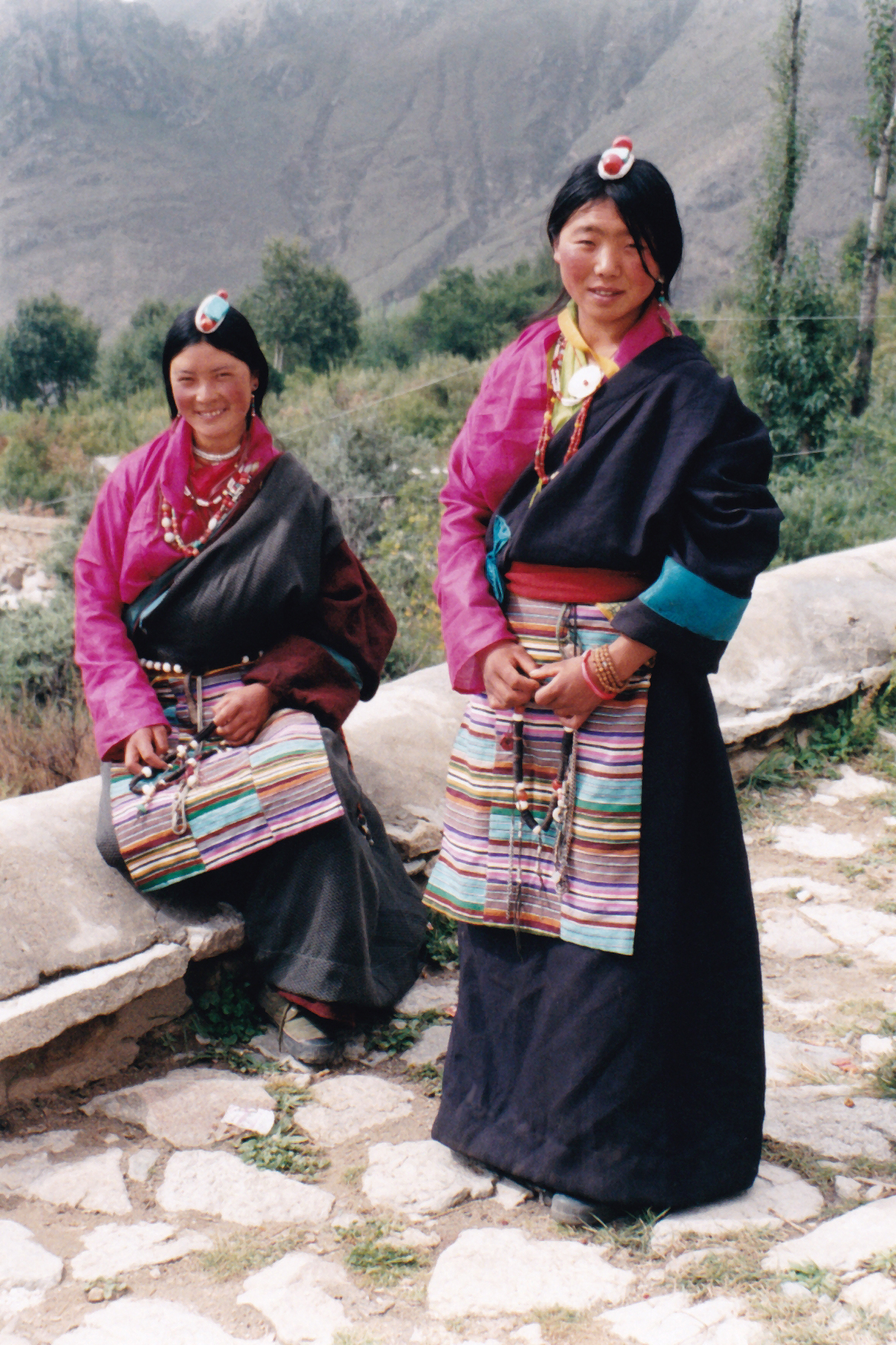
拉薩婦女穿鮮色襯衣，配黑色藏袍，腰繫五彩邦典

拉薩地區的藏袍，以簡潔素雅為特色。男子大多穿著大領無袖長袍，材質大多為氆氌或毛料，內裡會穿一件白色或彩色的高領襯衣，並繫上絲質或毛織腰帶，腰帶上面會掛一些裝飾物，像是小藏刀。一般時候，會從右襟伸出右臂，要是太熱的話，還可以把長袍兩袖脫落，纏在腰際之間。而女裝的話，夏天多穿無袖長袍，內穿顏色鮮艷的長袖襯衣，已婚婦女會再腰際間細賞五彩細紋的邦典，冬天的話則是穿著長袖外袍。 

### 日喀則地區
日喀則農區的男士藏袍多以黑、白氆氌為主，在領口、袖子、衣襟和長袍邊底會有花氆氌貼邊。女士藏袍再夏秋多穿短袖，冬季則穿長袖，腰繫邦典。日喀則牧區則是地勢高寒，所以藏民幾乎終年都穿著長袖皮藏袍，牧區皮袍的袖口、襟、底邊也有一些裝飾。而在亞東縣這裡，因地處林區，潮濕多雨，故當地婦女會在外面批一件紅色毛料披肩，並以銀製別針固定。

### 山南地區
山南地區地處雅魯藏布江中下游，是藏文化的發祥地之衣，因為地理位置的關係，所以山南地區的服飾就有前、後藏兩個地域的特點。再加上是帕竹王朝故土，因此山南地區的藏袍比其他地區更有當地特色。

### 阿里地區
阿里地區位於高寒地帶，是以牧業為主的地區，由於交通不便，所以相對較少與外界接觸，阿里地區的服飾還保留著古代吐蕃的服飾特色。另外，也因地理位置的關係，所以和鄰近的尼泊爾、印度等國，形成具有其特殊藏袍的特色。

### 那曲地區

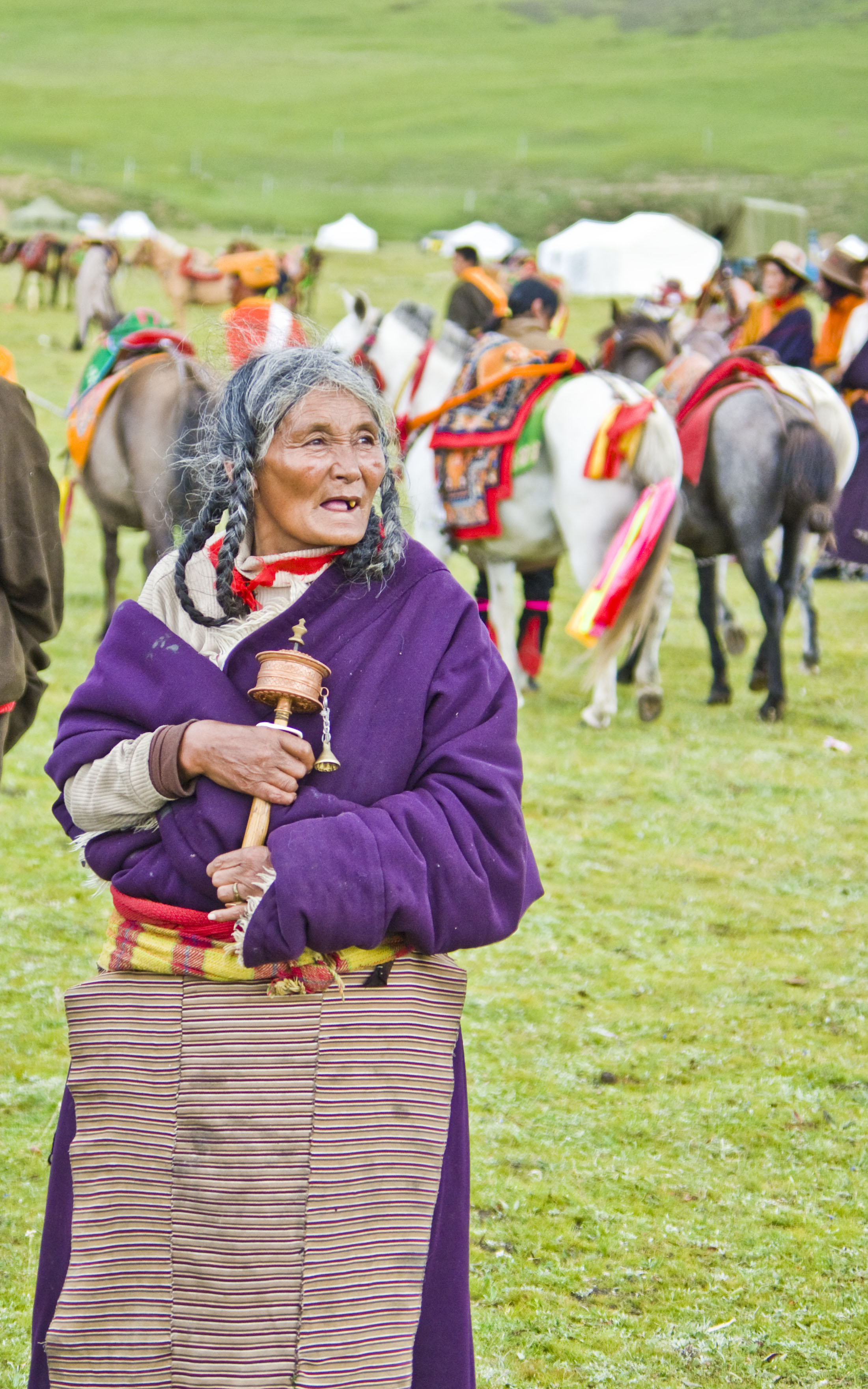
拉薩婦那曲男性穿金邊的高領長袖襯衣，把藏袍纏在腰間

那曲地區地勢高、寒冷、氣候乾燥，因此牧區的居民除使用氆氌、綢緞外，多用毛皮來做為藏袍的服飾用料。男子長袍多用稠錦緞面料，鑲寬幅獸皮邊製成，且內穿鑲金邊的高領長袖襯衣和織錦緞無袖馬甲，婦女的長袍，則多用素色氆氌和艷麗的織錦緞鑲以寬幅毛皮邊製成，女性藏袍的長度，在繫上腰帶之後，長度很長，大概只會露出腳趾的部分而已，在腰帶上，那曲地區的婦女也會在上面鑲嵌一些主保或花草、動物的圖案在上面。

## 僧侶的藏袍

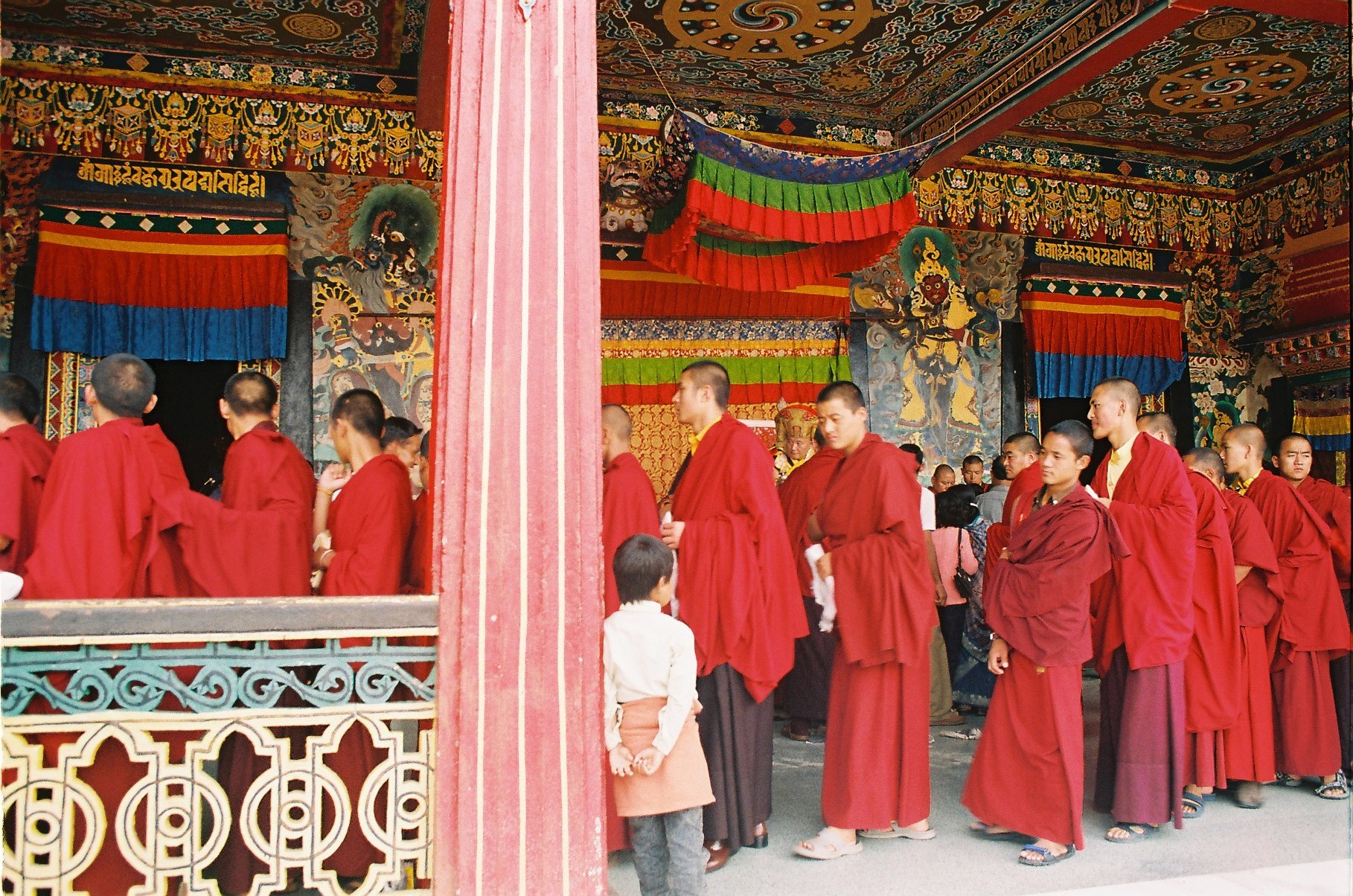
錫金隆德寺的僧侶

藏傳佛教僧侶的服飾，都是按照佛祖釋迦牟尼的規定。南亞地區因氣候炎熱，所以法衣的材質大多是棉麻織品，而西藏和其他藏區，因氣候寒冷，又加上當地不生產棉麻，所以藏族僧侶大多穿著氆氌製成的法衣，後來，又因表示闊氣或彰顯其地位，所以又會在法衣上頭加上綢緞或是金飾等作為裝飾。